# 江一平
江一平（1898年12月25日—1971年10月15日），字颖君，浙江杭县（今余杭镇）人，中华民国法学家、律师、政治人物。

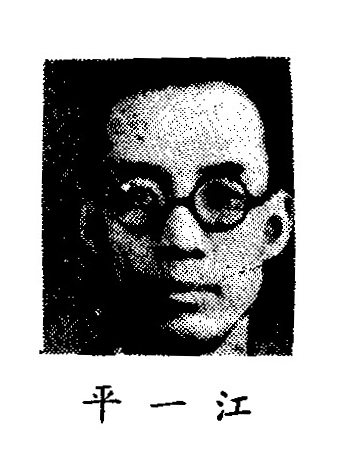
制憲國民大會代表

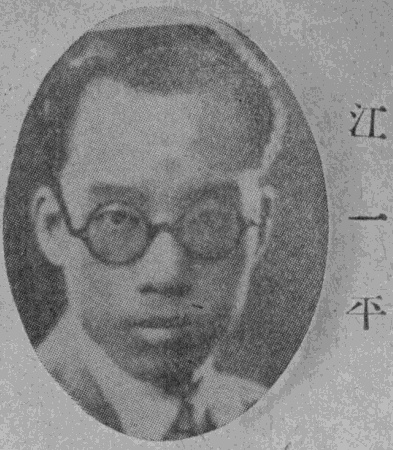
民國名人圖鑒

## 生平
江一平早年先后在上海圣约翰大学、复旦大学、东吴大学学习法律和文学，分别获得复旦大学文学士、东吴大学法学士学位。此后，江一平长期在上海担任执业律师。在五卅运动中，江一平为爱国学生担任辩护律师。1932年，获复旦大学授予名誉法学博士学位。江一平历任东吴大学法学院教授、复旦大学校董、上海法政大学校董、上海律师公会常委、上海公共租界工部局华人纳税会委员和董事等职。1936年，获律师界推选为国民大会代表。
前上海公共租界工部局華董，外交部顧問，復旦大學副校長，復旦東吳大學教授，全國律師公會聯合會常務理事
抗日战争爆发后，江一平与上海各界人士共同组织上海难民协会，募款救济难民。日军占领上海后，江一平以上海公共租界工部局华董身份，保护国民政府在租界内的权益。1940年夏，汪精卫的南京国民政府企图迫使江一平出任司法部部长，江一平乃离开上海，经香港到重庆。
1940年到重庆后，江一平获聘为第二届国民参政会参政员（后来第三、四届连任），不久又被推为驻会参政员，并且一度兼任复旦大学副校长。抗日战争胜利后，江一平回到上海，仍任执业律师。1946年出席制宪国民大会，并且在南京分设律师事务所。1948年，江一平当选立法院立法委员。1949年初，在上海审判日本战争罪犯时，江一平被指定为日本侵略军总司令冈村宁次的辩护律师。中国人民解放军占领南京前夕，江一平赴台湾。
1971年10月15日，江一平病逝。